# Marie Sýkorová
Marie Sýkorová (ur. 18 listopada 1952 w Czeskich Budziejowicach, zm. w 2018) – czechosłowacka hokeistka na trawie, medalistka olimpijska.
Uczestniczka letnich igrzysk olimpijskich w Moskwie w 1980. Wystąpiła w czterech z pięciu spotkań. Czechosłowackie hokeistki w swoim jedynym występie olimpijskim zdobyły srebrny medal.
W latach 1986, 1987 i 1988 wybrana najlepszą czechosłowacką hokeistką na trawie.